# Cedric Ceballos
Cedric Z. Ceballos (* 2. August 1969 in Maui, Hawaii) ist ein ehemaliger US-amerikanischer Basketballspieler, der unter anderem von 1990 bis 2001 in der NBA aktiv war. Bei den Los Angeles Lakers wurde er in der Saison 1995/96 NBA-All-Star.

## Laufbahn

### College (1986 bis 1990)
Ceballos wechselte 1986 zum Studium zunächst an das Ventura College, ein Junior College in Ventura, für deren Hochschulmannschaft Pirates er in der California Community College Athletic Association (CCCAA) spielte. Zum weiterführenden Studium ging er dann 1988 an die California State University, Fullerton, deren Hochschulmannschaft Titans in der Big West Conference der NCAA spielen. Hier konnte er sich innerhalb von zwei Jahren für ein Profi-Engagement empfehlen.

### NBA (1990 bis 2001)
Ceballos wurde im NBA-Draft 1990 an 48. Stelle von den Phoenix Suns ausgewählt. In der Saison 1992/93 erlebte er seine beste Saison mit den Suns. Er hatte eine Feldwurf-Quote von 57,6 % und erreichte mit dem Team die NBA-Finals. 1994 wechselte er zu den Los Angeles Lakers. Die Lakers führte er sowohl in der Saison 1994/95 als auch in der Spielzeit 1995/96 in Punkten an und wurde 1995 sogar ins All-Star Team berufen. Zudem gewann er 1992 den NBA All-Star Weekend Slam Dunk Contest.
In den Jahren danach wurde Ceballos als Rollenspieler eingesetzt. Er spielte drei Jahre für die Dallas Mavericks und abschließend in der Saison 2000/01 sowohl für die Detroit Pistons als auch für die Miami Heat. Vor der NBA-Saison 2001/02 stand er im erweiterten Aufgebot der Denver Nuggets, wurde aber kurz vor Saisonbeginn aus dem Saisonkader gestrichen.

### Weitere Karriere international und in der ABA (2002 bis 2011)
Im Jahre 2002 unterschrieb Ceballos in Israel bei Hapoel Tel Aviv, verließ den Verein jedoch nach ein paar Spielen. Kurz darauf wechselte er zu Lokomotive aus Mineralnyje Wody in Russland. Nach drei Spielen in der Continental Basketball Association (CBA) für die Skyforce aus Sioux Falls spielte er auf den Philippinen für San Miguel Beermen.
2004 unterschrieb er, zurück in seiner US-amerikanischen Heimat, bei den Los Angeles Stars in der ABA, in der neben dem sportlichen Wettstreit die Unterhaltung der Zuschauer einen besonderen Stellenwert genießt, was beispielsweise durch eigene Regeln erreicht werden soll. In der ABA war Ceballos – bis auf einen Abstecher 2007 in die IBL zu den Phoenix Flame, wo er jedoch hauptsächlich als Trainerassistent arbeitete – für die Orange County/Maywood Buzz aktiv.
2009 wurden die Buzz aufgelöst und 2011 wurde Ceballos Teilhaber der neuen ABA-Franchise Arizona Scorpions, die ihre Heimspiele am Phoenix College austrägt. Nach einem Herzinfarkt im November 2011 agierte Ceballos nicht mehr selbst auf dem Spielfeld.

### „Entertainment Host“
Eine Zeit lang arbeitete er als „Emcee“ bei den Phoenix Suns und war Gastgeber eines Suns-Webcasts, nachdem er zuvor auch Gastgeber einer morgendlichen Radio-Sendung eines R ’n’ B-Senders in Phoenix war.